# 大阪府立交野高等学校
大阪府立交野高等学校（おおさかふりつ かたの こうとうがっこう、英語: Osaka Prefectural Katano High School）は、大阪府交野市にある公立高等学校。

## 概要
交野山の山麓に立地している。高校生急増期に対応する形で、1974年に全日制普通科高等学校として開校した。学校建設の際、敷地から車塚古墳群の5古墳が発掘されている。
全日制普通科を設置している。一時期、45分7限授業を導入していたが、2021年度には通常の50分授業へと変更されている。1年次は共通の教育課程で学び、2年次以降は「ステージ」と名付けられたコースに分かれて学習する。
2003 - 2005年度まで文部科学省の「学力向上フロンティアハイスクール」、2006年度からは同じく文部科学省の「学力向上拠点形成事業」の指定を受けた。
また同校は、2006年のインターハイでは、ソフトボールの会場として使用された。

## 沿革
- 1973年10月24日 - 大阪府条例により、大阪府立交野高等学校の設置が決定。
- 1974年4月1日 - 開校。全日制普通科を設置。
- 2003年 - 文部科学省の「学力向上フロンティアハイスクールに指定（2005年度まで）
- 2006年 - 文部科学省の学力向上拠点形成事業（確かな学力育成のための実践研究事業）実施校に指定（2008年度まで）。
- 2011年
  - 「英語」「理数」「学芸」コースを設置。
  - イングリッシュフロンティアハイスクールに指定（2013年度まで）。

## アクセス
- 片町線（学研都市線） 河内磐船駅 約1キロメートル
- 京阪交野線 河内森駅 約1.2キロメートル

## 著名な卒業生
- 横山貴之 - サッカー選手
- 石丸清隆 - サッカー選手
- 椎名法子 - タレント（堀越高校へ転校）
- 小椋寛子 - ミュージシャン
- 倉本美津留 - 放送作家